# Jurani Francisco Ferreira
Jurani Francisco Ferreira, meglio noto come Ratinho (Cavalcante, 1º ottobre 1996), è un calciatore brasiliano, centrocampista della Dinamo Samarcanda.

## Caratteristiche tecniche
È un centrocampista offensivo.

## Carriera
Nato a Cavalcante nello stato brasiliano del Goiás, ha iniziato la propria carriera nei campionati statali collezionando 6 presenze nel Campionato Paraense con la maglia del Paragominas e 12 in quello Sergipano con l'Itabaiana.
Nel luglio 2018 è stato acquistato in prestito dal Goiás, all'epoca militante in Série B, con cui ha esordito in un torneo di livello nazionale disputando il derby vinto 2-1 contro l'Atl. Goianiense. Al termine della stagione è stato riscattato e nel luglio seguente è stato ceduto in prestito ai sudcoreani del Gwangju, con cui ha ottenuto la promozione in massima divisione dopo aver vinto il campionato. Rientrato al Goiás, ha debuttato nel Brasileirão il 20 agosto nel corso del match perso 3-1 contro il Fortaleza.

## Palmarès
- K League 2: 1

Gwangju: 2019